# 道の駅厳木
道の駅厳木（みちのえき きゅうらぎ）は、佐賀県唐津市にある国道203号の道の駅である。
オープン当初からツバメが営巣することで知られ、利用客との共存を図ってきたことから、2023年7月14日に公益財団法人 日本野鳥の会から感謝状を受けた。

## 歴史
- 1994年（平成6年）8月4日 - 道の駅第2回登録において登録。
- 1995年（平成7年）3月24日 - 開駅[1]。
- 2015年（平成27年）
  - 10月 - トイレの改修工事に着工[1]。
  - 12月25日 - トイレの改修工事が完了[1]。

## 施設
- 駐車場
  - 普通車 - 60台
  - 大型車 - 3台
  - 身体障がい者用 - 2台
- トイレ - いずれも24時間利用可能
  - 男 - 小 5基 、大 和式1基・洋式1基 - 温水洗浄便座を設置
  - 女 - 和式1基・洋式4基 - ベビーチェアの設置
  - 身体障がい者用多目的トイレ - 1基 - オストメイト対応
- 公衆電話
- 公衆FAX
- インフォメーション広場 - 8時00分 ～ 18時00分
- 食堂 - 11時00分 ～ 15時00分
- 情報コーナー
- 休憩コーナー

## 休館日
- 1月1日
- 1月2日

## アクセス

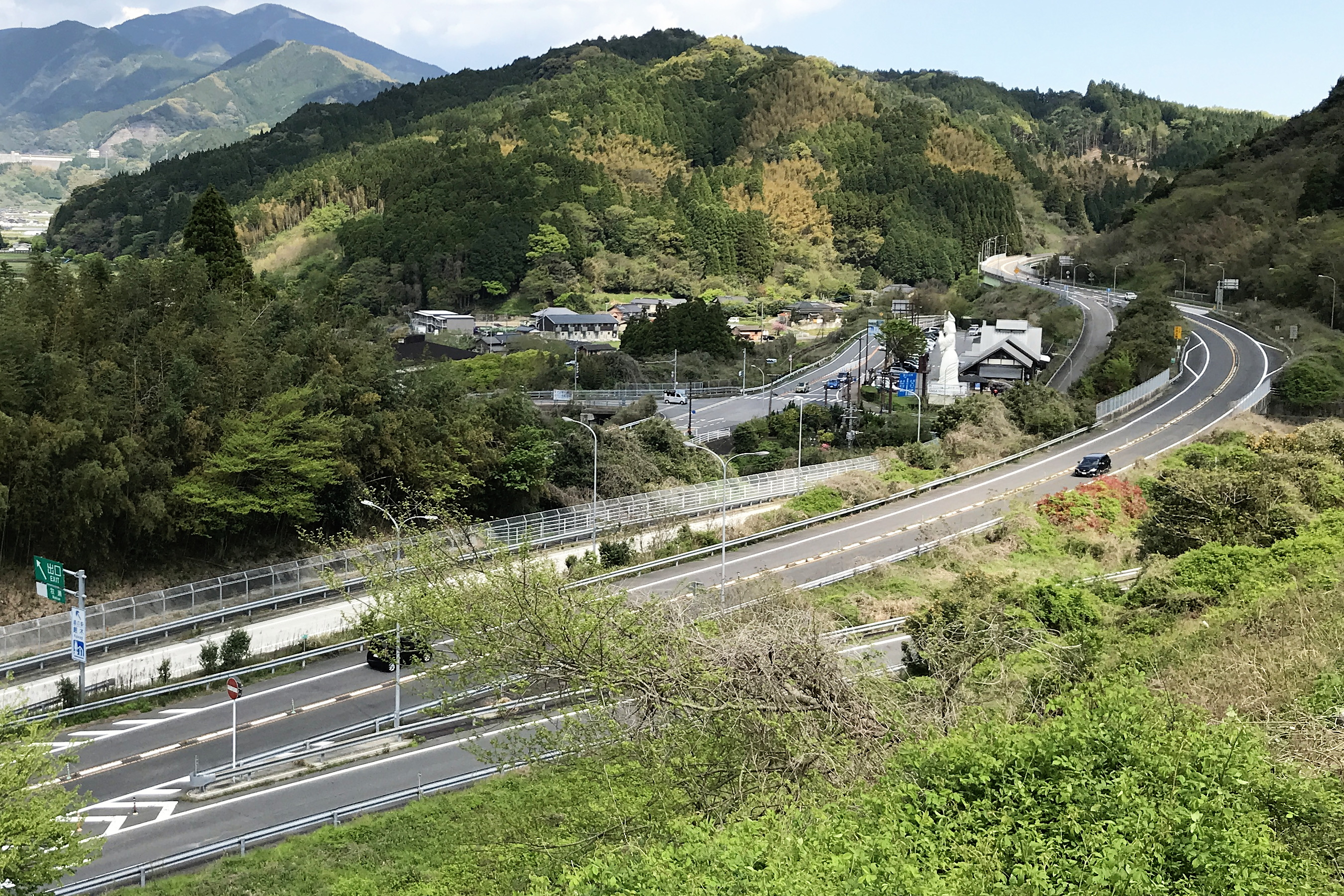
道の駅厳木と厳木バイパス、国道203号。西の高台から遠望。

駅に併設する形で佐賀唐津道路 （厳木多久道路・厳木バイパス）が通過している。
- 国道203号 - 登録路線
- 厳木多久道路
- 厳木バイパス - 牧瀬IC
  - 佐賀県道37号厳木富士線
  - 佐賀県道350号相知厳木線

## 佐用姫像
唐津は松浦佐用姫伝説で知られており、厳木には佐用姫の邸宅があったといわれていることから、道の駅には高さ12mの佐用姫像がある。

## 周辺
- 厳木ダム
- 唐津市役所 厳木市民センター
- JR唐津線 厳木駅
- きゅうらぎ温泉 佐用姫の湯[5]
- 獅子城跡